# Fernando Araújo
Washington Fernando Araújo Recarey (ur. 23 lutego 1972 w Montevideo) – urugwajski piłkarz występujący na pozycji lewego obrońcy, trener piłkarski.

## Kariera klubowa
Araújo pochodzi ze stołecznego Montevideo. Jest wychowankiem tamtejszego skromnego klubu Rampla Juniors. Na koniec sezonu 1992 wygrał z nim drugą ligę urugwajską i awansował do najwyższej klasy rozgrywkowej. W barwach Rampla występował przez kolejne sześć lat, lecz nie odniósł większych sukcesów i plasował się z drużyną w środku ligowej tabeli. Wyjątkiem była udana jesienna faza Clausura sezonu 1996, kiedy to ekipa zajęła drugie miejsce w tabeli (nie było to jednak równoznaczne z wicemistrzostwem kraju). Następnie Araújo spędził rok w argentyńskim drugoligowcu Almirante Brown de Arrecifes, gdzie jego trenerem był Gerardo Martino (przyszły trener FC Barcelona i selekcjoner reprezentacji Argentyny).
Po powrocie do Urugwaju, Araújo krótko reprezentował jeszcze ponownie barwy Rampla Juniors, a następnie spędził osiem lat w drugiej lidze urugwajskiej – kolejno w El Tanque Sisley, Deportivo Colonia i La Luz FC. Karierę piłkarską zakończył w wieku 36 lat.

## Kariera trenerska
Bezpośrednio po zakończeniu kariery Araújo rozpoczął pracę jako szkoleniowiec. W 2008 roku był trenerem drużyny do lat czternastu w klubie Central Español. W latach 2009–2011 pracował w szkółce juniorskiej swojego macierzystego Rampla Juniors. Najpierw prowadził zespół do lat siedemnastu, zaś następnie awansował na stanowisko trenera drużyny do lat dziewiętnastu, z którą w 2011 roku triumfował w rozgrywkach Torneo de Honor. Równocześnie był trenerem szkolnej drużyny w placówce Colegio y Liceo San José de la Providencia. W listopadzie 2011 wyrobił kurs trenerski, a zaledwie kilka dni później zastąpił Eduardo del Capellána w roli szkoleniowca pierwszej drużyny Rampla. Początkowo był trenerem tymczasowym, jednak ostatecznie pozostał na stanowisku przez pięć miesięcy. Walczącą o utrzymanie ekipę Rampli prowadził z przeciętnym skutkiem – nie udało mu się opuścić strefy spadkowej i w maju 2012 został zwolniony po trzech porażkach z rzędu. W ostatnich meczach sezonu zespół poprowadził Eduardo Favaro, który ostatecznie spadł z nim do drugiej ligi.
W 2013 roku Araújo pracował w stołecznym CA Progreso w roli trenera drużyny do lat dziewiętnastu. W latach 2014–2015 był natomiast asystentem trenera Leonardo Ramosa w czołowym krajowym klubie Danubio FC i równocześnie prowadził zespół rezerw. Jako współpracownik Ramosa wywalczył z Danubio tytuł mistrza Urugwaju (2014). W lipcu 2016 powrócił do Rampla Juniors (wówczas beniaminka pierwszej ligi) jako asystent szkoleniowca Germána Corengii, lecz już dwa miesiące później zastąpił go na stanowisku, obejmując funkcję trenera tymczasowego. Zajął z nim trzynaste miejsce w tabeli, po czym został szkoleniowcem Rampla już na stałe. W kwietniu 2017 zrezygnował ze stanowiska w konsekwencji słabszych wyników (pięć meczów z rzędu bez zwycięstwa). W 2018 roku pracował jako trener szkolnego zespołu w Colegio y Liceo Santa Teresa de Jesús.
W lipcu 2018 Araújo wyjechał do Nikaragui, podpisując umowę z tamtejszym potentatem – klubem Real Estelí. Na stanowisku trenera zastąpił Ramóna Otoniela Olivasa, który prowadził zespół przez poprzednie szesnaście lat. W jesiennym sezonie Apertura 2018 wywalczył z Estelí tytuł wicemistrza Nikaragui, jednak bezpośrednio potem zrezygnował ze stanowiska ze względu na problemy zdrowotne. W czerwcu 2019 został trenerem przeciętnej honduraskiej drużyny CDS Vida. Tam już w pierwszych rozgrywkach jego podopieczni niespodziewanie zajęli piąte miejsce w tabeli i po raz pierwszy od ośmiu sezonów zakwalifikowali się do ligowej rundy finałowej. Mimo dobrych wyników odszedł jednak z klubu po roku; Vida nie była w stanie dalej opłacać jego pensji.